# Kupa kod Severina
Kupa kod Severina este o arie protejată (sit de importanță comunitară — SCI) din Croația întinsă pe o suprafață de 259,78 ha, integral pe uscat.

## Localizare
Centrul sitului Kupa kod Severina este situat la coordonatele 45°25′10″N 15°10′50″E / 45.4195°N 15.180502°E.

## Înființare
Situl Kupa kod Severina a fost declarat sit de importanță comunitară în iulie 2013 pentru a proteja 1 specie de animale.

## Biodiversitate
Situată în ecoregiunea continentală, aria protejată nu include niciun habitat protejat.
La baza desemnării sitului se află o specie protejată de  nevertebrate: Leptidea morsei.